# Marie Velardi
Marie Velardi, née le 30 juin 1977 à Genève (Suisse), est une artiste suisse.

## Biographie
Marie Velardi naît en 1977 à Genève, en Suisse. Elle vit et travaille à Genève et Paris.

### Formation
Elle étudie deux ans à l'Académie des beaux-arts de Brera à Milan, puis suit une année d'atelier d’art dans l’espace public à l'Académie royale des beaux-arts de Bruxelles. Elle se forme également à l'École cantonale d'art de Lausanne. Elle obtient un postgrade de la Haute École d'art et de design Genève CCC (études critiques, curatoriales et cybermédias) en 2005 et un master en 2014.
En 2013-2014, elle participe au programme SPEAP - paster expérimental art & politique (SciencesPo, Paris), fondé par et sous la direction de Bruno Latour et Valérie Pihet.

## Thématique de recherche artistique
Depuis 2005, Marie Velardi développe une pratique artistique multiple telle que la réalisation de dessins, d'éditions et livres d'artistes ou encore des installations in situ. Sa pratique suit un fil conducteur comme le rapport au temps, les relations aux avenirs possibles, au climat, à l'écologie. Les projections dans le temps sont un moyen pour elle pour relier présent, passé et avenir, ainsi que de questionner l'état de la terre et les conditions de vie aujourd'hui. Selon Le Monde, « l’artiste décrit de façon courte et efficace des faits tirés de scénarios célèbres de science-fiction pour retracer l’histoire du XXIe siècle ».
Françoise Ninghetto dit à propos de la pratique de Velardi : « On pourrait dire que son art tient de la « climatologie ». Elle étudie le « climat » dans les différents sens qu’a ce beau vocable et les redéploie ailleurs et autrement dans ses œuvres ».
Marie Velardi a présenté ses dernières recherches, dans le cadre de sa participation au colloque international « Histoire d'un futur proche », le 14 décembre 2017, à la Haute École d'art et de design Genève (HEAD - Genève).

## Distinctions
- 2007 : Prix Kiefer-Hablitzel, Swiss Art Awards, Bâle[10]
- 2008 : Prix Rotary Club District 1990, Swiss Art Awards, Bâle[10]
- 2009 : Cahiers d'Artistes, Pro Helvetia[8]
- 2012-2013 : Résidence Istituto Svizzero di Roma[10]
- 2013 : Résidence « Bourse Patino de la Ville de Genève », Cité internationale des arts, Paris[10]
- 2016 : Résidence Pro Helvetia Swiss Art Council, New Dehli & Mumbai, Inde[11]
- 2016 : Prix Expo 2016, décerné par l'Académie suisse des sciences naturelles pour l'exposition « Objectif Terre : Vivre l'Anthropocène », scénographiée par Marie Velardi[3]
- 2017 : Grand Prix 2017, Culture du Risque Inondation, Bassin Seine-Normandie, Direction régionale et interdépartementale de l'Environnement et de l'Énergie (DRIEE) d’Île-de-France

## Œuvres et expositions

### Expositions personnelles (sélection)
- 2005 : Centre d'art en l’Île, Genève
- 2006 : Scénario pour 20006, Centre d'édition contemporaine, Genève
- 2006 : Scénario 3 : Éole, attitudes - espace d'arts contemporains, Genève
- 2006 : Scénario 2 : TPC, attitudes - espace d'arts contemporains, Genève
- 2006 : Scénario 1 : Chloropolis, attitudes - espace d'arts contemporains, Genève
- 2007 : Un Atlas des îles perdues, Palais de l'Athénée, Genève[12],[13]
- 2007 : Wanta Wayana I, Galerie Arquebuse, Genève
- 2008 : Différentes Fins Possibles" Stargazer, Genève
- 2009 : Mille Lunes, installations in-situ, HUG, Genève
- 2009 : Luna 2049, Sotterranei dell'Arte, Monte Carasso
- 2012 : Aquifers, HUG, Genève[14]
- 2013 : Clepsydres, Villa du Parc centre d’art contemporain, Annemasse[15].
- 2014 : Projets en cours, Fondation Suisse, Pavillon Le Corbusier, Paris[16].
- 2014 : Terre-Mer et autres œuvres, Gowen Contemporary, Genève[5],[17],[18],[19].
- 2016 : Marie Velardi, Lost Islands & Other Works, Peacock Visual Arts, Aberdeen, Royaume-Uni[20].
- 2016-2017 : Possible Futures, Special Project Space, Dr Bhau Daji Lad Museum, Bombay, Inde[21],[22].

### Œuvre dans l'espace public
- 2015 : Bienvenue sur la Terre. Installation in situ permanente à la maternité des Hôpitaux universitaires de Genève [23]

### Expositions collectives (sélection)
- 2016 : Interractions, quai des Arts, Cugnaux, France
- 2016 : Drawing Now, Foire de dessin, Carreau du Temple, Paris
- 2016 : Dimensione Disegno / Dessin suisse, Museo Civico Villa dei Cedri, Bellinzona, Suisse
- 2016 : Swiss Art Awards Baselmesse
- 2016 : Interractions 4, musée d'art moderne et contemporain Les Abattoirs, Toulouse
- 2016 : Révélations - photographies à Genève, Musée Rath, Genève
- 2016 : Matza Aletsch Konkordiahütte, Glacier d'Aletsch, Suisse
- 2016 : Matza Undergrounds, Acacias 76, Genève
- 2016 : Imagined Futures, Reconstructed Pasts, Anant Art, Bikaner House, New Delhi, Inde
- 2017 : Pas de deux : THA - CH. "Contemporary Art With Politic of Ecology", the National Gallery of Bangkok, Thailand
- 2017 : Here be dragons and coded landscapes, SAKSHI Gallery, Bombay, Inde
- 2017 : X/X Multiples-Editions de l'ECAV, Galerie C, Neuchâtel, Suisse
- 2017 : Le Rhône et les Rêves, Musée d'art du Valais, Sion, Suisse
- 2017 : Pièces d'été, parcours d'art contemporain en plein air, Malbuisson, Jura, France[24]
- 2017 : Paysage Anthropique, Centre d'art contemporain Parc Saint Léger, Pougues-les-Eaux, France

### Dans des collections
- Collection Claudine et Sven Widgren, promis en donation au Mamco, Genève[5]
- Maison d’Ailleurs, musée de la science-fiction, de l’utopie et des voyages extraordinaires, Yverdon-les-Bains
- FCAC Fonds Cantonal d’Art Contemporain, Genève
- FMAC Fonds Municipal d’Art Contemporain, Genève
- Musée des beaux-arts de La Chaux-de-Fonds
- Collection du Musée des Arts Contemporains, Site du Grand-Hornu, Belgique

## Dans des publications
- Marie Velardi : Chloropolis, Genève 2007 (livre d'artiste)[25]
- 2009 : Cahiers d’artistes Pro Helvetia[26]
- 2010 : L'Avenir éthique de l'art par Paul Ardenne, dans : Nouvelle revue d'esthétique, 2012/2 (no 6)[27]
- 2016 : Atlas of Environmental Migration
- 2016 : Guide contemporain – Volume III, Fondation lémanique pour l’art contemporain
- 2016 : Whorled Explorations, Catalogue of Kochi-Muziris Biennale 2014
- 2018 : Le Guide pratique du féminisme divinatoire, écrit par Camille Ducellier. Publié aux éditions Cambourakis / Collection Sorcières. Réalisation de l'image de la couverture